# Agrinio
Agrinio (tiếng Hy Lạp: Αγρίνιο, tiếng Latin: Agrinium) là một thành phố là thành phố lớn nhất của đơn vị Aetolia-Acarnania của Hy Lạp, với 96.321 cư dân. Đây là trung tâm kinh tế của Aetolia-Acarnania, mặc dù phủ phủ là thành phố Mesolonghi. Thành phố thuộc tỉnh Tây Hy Lạp, Hy Lạp. Thành phố Agrinio có tổng diện tích km2, dân số năm năm 2011 là 96.321 người. Đây là thành phố lớn thứ 11 của Hy Lạp.
Khu định cư có từ thời cổ đại. Agrinion cổ có cự ly 3 km về phía đông bắc của thành phố này, một số bức tường và các cơ sở trong đó đã được khai quật. Trong thời Trung cổ cho đến khi năm 1836, thành phố được biết đến với tên Vrachori (Βραχώρι).   

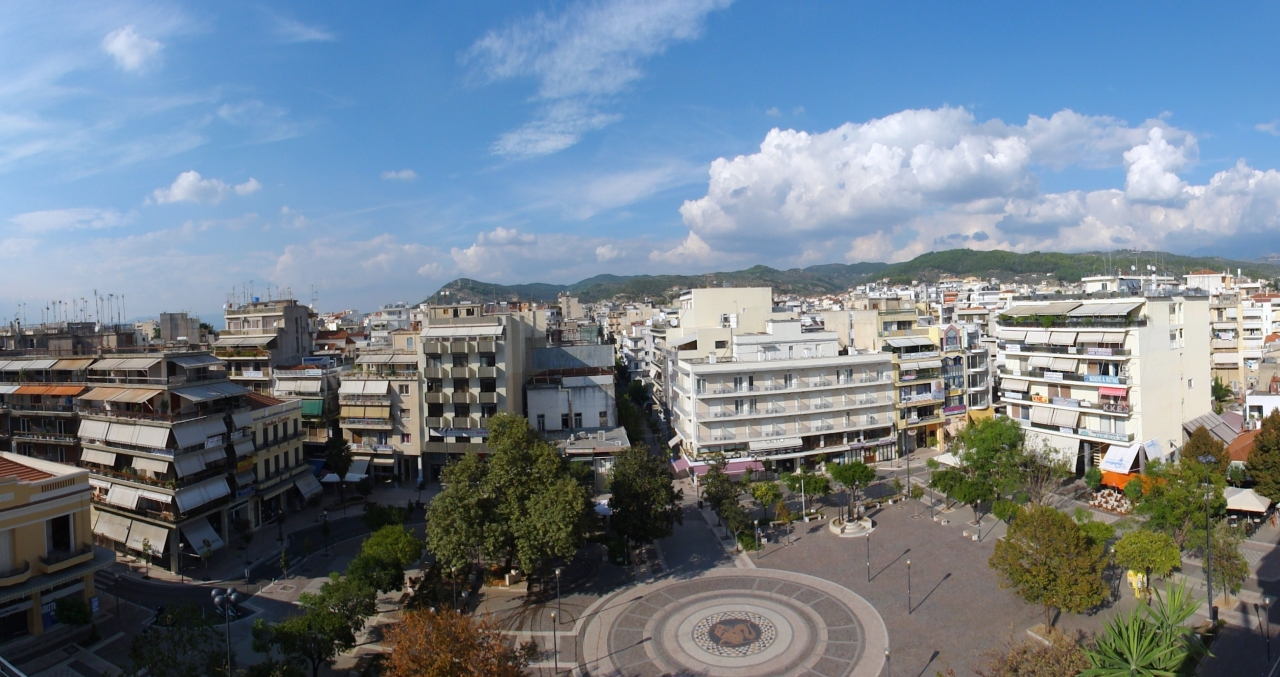
Agrinio

Đa số người dân địa phương sống bằng ngành công nghiệp thuốc lá trong thời gian dài, từ những thập kỷ cuối cùng của 19 đến cuối thế kỷ 20. Các công ty thuốc lá lớn được thành lập trong thành phố, bao gồm cả Papastratos nổi tiếng, cùng với Panagopoulos và Papapetrou. Agrinion cũng được biết đến nông nghiệp sản xuất ô liu Agrinion.

## Lịch sử

### Thời cổ đại
Theo thần thoại, Agninio được xây dựng bởi vua Agrios, con trai của Portheus -  một chắt của Aetolos (vua của Plevron và Calydon) khoảng vào năm 1600-1100. Thị trấn được xây dựng gần bờ sông Achelous (biên giới tự nhiên giữa Aetolia và Acarnania), được tuyên bố chủ quyền cả hai nước trong thời cổ đại. Nó đã bị phá hủy bởi Cassander trong 314 trước Công nguyên.

### Thời Ottoman
Thành phố lại xuất hiện trong thời kỳ Ottoman với tên gọi Vrachori tên và ngoài cư dân Hy Lạp ra, nó cũng là nơi sinh sống của nhiều người Thổ Nhĩ Kỳ. Năm 1585, nó đã bị bỏ hoang trong cuộc khởi nghĩa của Theodoros Migas. Vào đầu thế kỷ 18, nó đã trở thành trung tâm hành chính của Aitoloakarnania (sau đó là sanjak của Karleli), phụ thuộc vào hậu cung hoàng đế. Vrachori tham gia trong cuộc Cách mạng Hy Lạp và được tạm thời giải phóng vào ngày 11 tháng 6 năm 1821. Vào tháng 8 năm 1822, trong khi quân đội Reşid Mehmed Pasha (Kütahi) diễu hành về phía Vrachori, công dân của thị trấn đã quyết định đốt cháy và sơ tán thị trấn của họ, theo chiến lược tiêu thổ. Thành phố hoang vắng bị người Thổ Nhĩ Kỳ chiếm đóng. Thành phố cuối cùng đã vĩnh viễn được đưa vào trong biên giới của nhà nước Hy Lạp mới ra đời vào năm 1832 với hiệp ước Kiosk Kalendar (9 tháng 7 năm 1832) và được đổi tên theo tên thời cổ đại Agrinion.

### Thời hiện đại
Những năm sau giải phóng, Agrinio đã trải qua một thời kỳ tăng trưởng và phát triển quan trọng, đặc biệt là vào cuối thế kỷ 19 và đầu thế kỷ 20. Sau khi chiến tranh Hy Lạp-Thổ Nhĩ Kỳ và Catastrophe Tiểu Á, nhiều người tị nạn từ Tiểu Á (phía tây Thổ Nhĩ Kỳ) đã đến trong thành phố và định cư tại các huyện Konstantinos Agios. Cùng thời kỳ này là đợt nhập cư quan trọng đến Agrinio từ khu vực toàn bộ Aetolia-Acarnania, cùng với người nhập cư từ các khu vực Epirus và Evrytania.
Trong thời kỳ giữa cuộc chiến, bất chấp cuộc khủng hoảng kinh tế, công tác xây dựng các công trình cơ sở hạ tầng đã diễn ra trong thành phố, rải nhựa các đường phố và lắp đặt hệ thống điện, trong khi một tháp nước đã được lắp đặt vào năm 1930. Đồng thời, các cuộc khai quật cho thấy thành phố cổ Agrinion. Tăng trưởng và thịnh vượng trở lại sau khi chiến tranh thế giới thứ II và cuộc nội chiến Hy Lạp. Sự tăng trưởng này được thúc đẩy mạnh mẽ bởi việc xây dựng hai đập thủy điện lớn tại Kremasta và Kastraki, ở phía bắc của thành phố. Ngành công nghiệp thuốc lá và trồng cây ô liu đã trở thành nguồn thu nhập chính của thành phố này.

## Khí hậu
Khí hậu của Agrinio là khí hậu Địa Trung Hải (CSA) với một lượng mưa lớn trong mùa đông ngắn và nhiệt độ cao trong mùa hè, đôi khi vượt hơn 40 °C.
Ngày 04 tháng 4 năm 2007, thành phố trải qua một vài trận động đất với tâm chấn nằm ở hồ Trichonis gần đó về phía đông nam của thành phố. Trận động đất gây ra thiệt hại không đáng kể đối với thành phố, không có báo cáo về nạn nhân nào của trận địa chấn.